# Hypoxis decumbens
Hypoxis decumbens är en enhjärtbladig växtart som beskrevs av Carl von Linné. Hypoxis decumbens ingår i släktet Hypoxis och familjen Hypoxidaceae. Inga underarter finns listade i Catalogue of Life.

## Bildgalleri

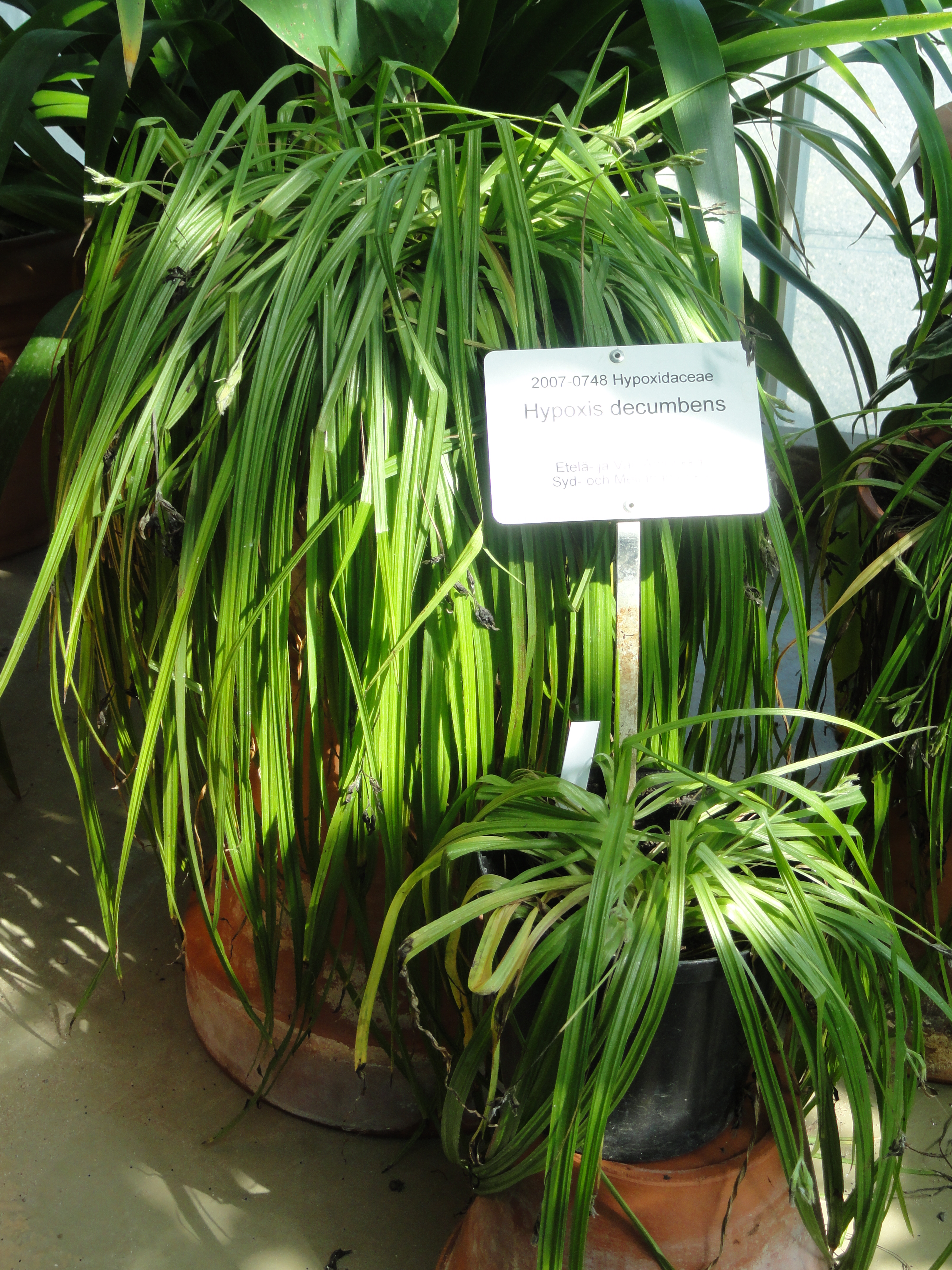
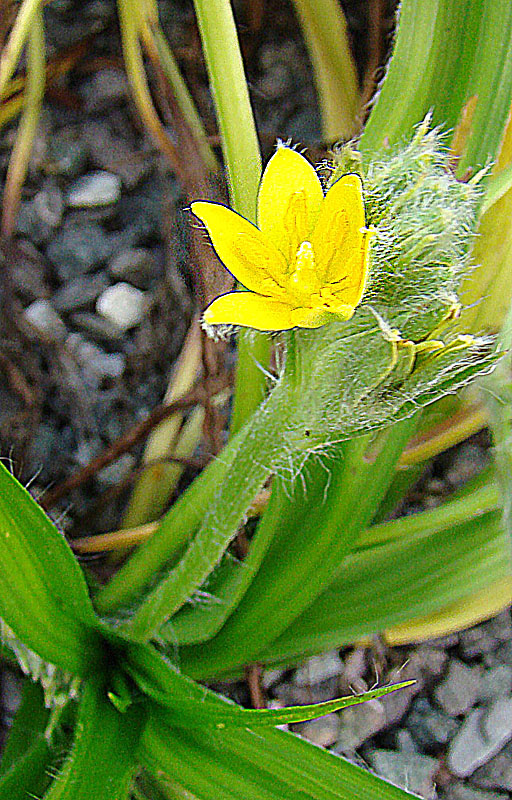
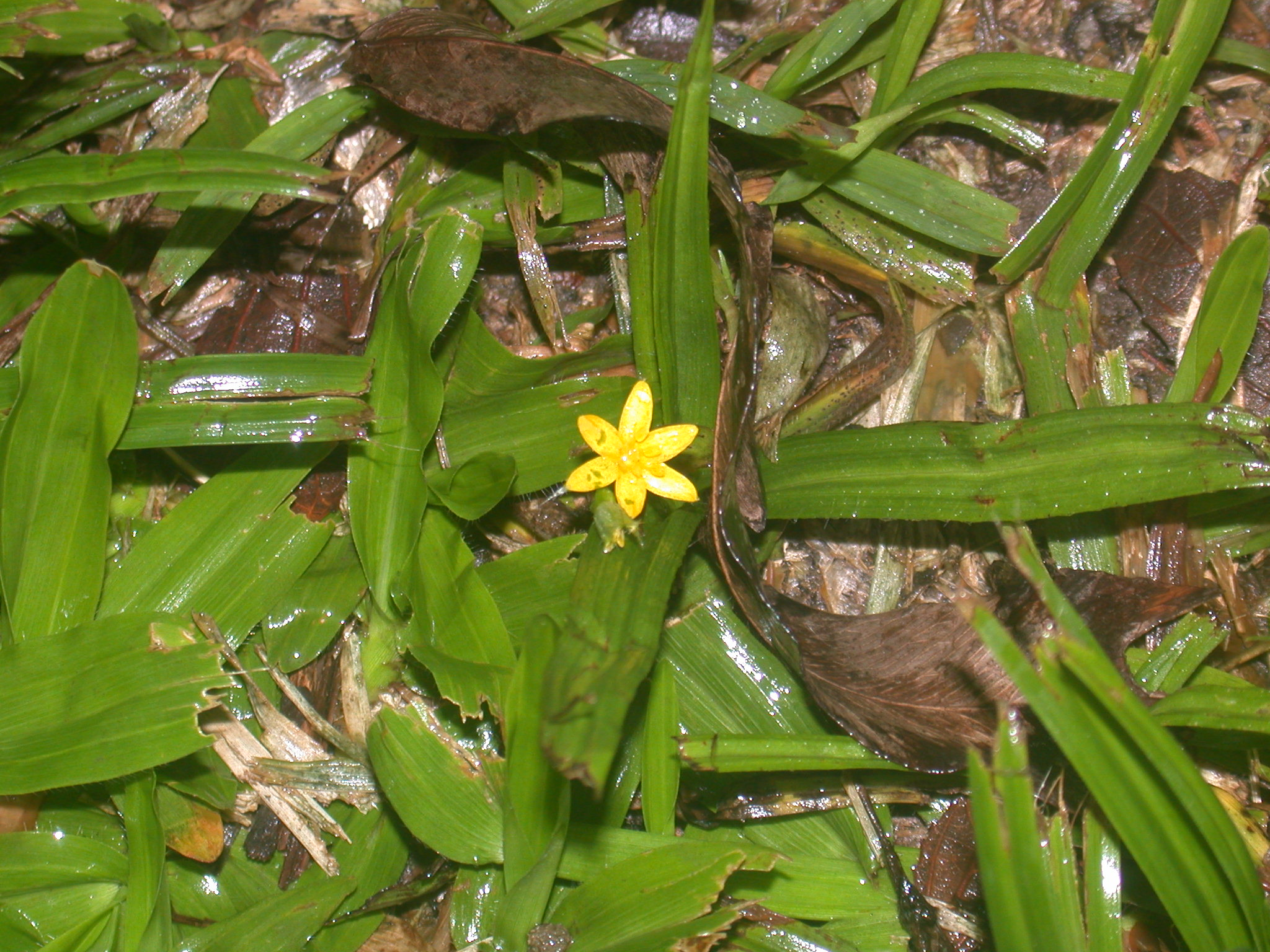